# Казак Макей
Казак Маке́й — мифический основатель Макеевки.
Год рождения, как и дата смерти неизвестны, (родился предположительно в середине XVII века, ориентировочная дата рождения — 28 апреля или 3 июля (по старому стилю)). Существует две основные версии его появления в Донецких степях, которые одновременно являются двумя версиями основания Макеевки и личности основателя.

## Запорожец
Макей был беглым казаком из Запорожской Сечи. От кого именно и по каким причинам он скрывался — неизвестно. Возможно он просто отправился на промыслы.  Существует также вероятность того, что он был отправлен туда с задачей организации форпоста на пути к турецкой крепости Азов, для предупреждения возможных набегов.
В дальнейшем заимка, устроенная Макеем, разрослась в поселение и была названа его именем.

## Донец
Макей (Мокей Осипович Иловайский) был донским казаком. Нынешняя территория Макеевки была пожалована ему за службу в чине старшины Войска Донского, находилась в его владении, после чего перешла его предположительным потомкам — русскому дворянскому роду Иловайских.

## Персонаж художественной литературы
- В книге Юрия Волошина «Казаки-разбойники» (недоступная ссылка), дядько Макей — десятский казак, вместе со своим десятком занимающийся разбоем.